# オスカル・バルデス
オスカル・バルデス（Óscar Valdez、1990年12月22日 - ）は、メキシコのプロボクサー。ソノラ州ノガレス出身。元WBO世界フェザー級王者。元WBC・WBO暫定世界スーパーフェザー級王者。世界2階級制覇王者。
トレーナーはマヌエル・ロブレス。

## 来歴

### アマチュア時代
2008年、中華人民共和国の北京で開催された北京オリンピックにバンタム級(54kg)で出場し、1回戦で敗退した。
2009年、イタリアのミラノで開催された世界選手権にフェザー級(57kg)で出場し、準決勝でワシル・ロマチェンコに敗退した。
2011年、アゼルバイジャン共和国のバクーで開催された世界選手権にバンタム級(56kg)で出場し、2回戦でジョセフ・ディアスに敗退した。
2011年、パンアメリカン競技大会にバンタム級(56kg)で出場し、決勝でラザロ・アルバレスに敗退した。
2012年、イギリスのロンドンで開催されたロンドンオリンピックにバンタム級(56kg)で出場し、準々決勝でジョン・ジョー・ネビンに敗退した。

### プロ時代

#### フェザー級
2012年11月3日、バルデスはプロデビューを果たし2回1分35秒TKO勝ちを収めデビュー戦を白星で飾った。
2012年12月7日、アメリカデビュー戦。ラスベガスのテキサス・ステーション・カジノでコルベン・ページと対戦し、2回2分24秒TKO勝ちを収めた。
2014年4月12日、MGMグランド・ガーデン・アリーナでマニー・パッキャオVSティモシー・ブラッドリー第2戦の前座でアドリアン・ペレスとNABF北米スーパーフェザー級ジュニア王座決定戦を行い、4回1分23秒KO勝ちを収め王座獲得に成功した。
2014年5月17日、ザ・フォーラムでノエル・エチェベリアと対戦し、エチェベリアの6回終了時棄権によるTKO勝ちを収め初防衛に成功した。
2014年7月26日、ファン・ルイスとNABF北米フェザー級ジュニア王座決定戦を行い、8回3-0（3者共に80-71）の判定勝ちを収めデビューからの連続KO勝利は11で止まったが、NABFジュニア王座の2階級制覇を達成した。
2015年9月11日、ザ・コスモポリタン内チェルシー・ボール・ルームで元世界ランカーのクリス・アバロスと対戦し、5回1分17秒TKO勝ちを収めた。
2016年4月9日、MGMグランド・ガーデン・アリーナでマニー・パッキャオVSティモシー・ブラッドリー第3戦の前座で元IBF世界フェザー級王者のエフゲニー・グラドビッチとNABO北米フェザー級王座決定戦を行った。試合はグラドビッチの手数の多さに押されたがパワーで押し返し4回にダウンを奪い、グラドビッチがひどく出血していたため主審が試合終了を宣告。4回2分14秒TKO勝ちを収め王座獲得に成功した。
2016年7月23日、MGMグランド・ガーデン・アリーナでテレンス・クロフォードVSビクトル・ポストルの前座でWBO世界フェザー級王者のワシル・ロマチェンコが王座を返上したことに伴いWBO世界フェザー級2位のマティアス・ルエダとWBO世界フェザー級王座決定戦を行い、2回に左ボディアッパーで2度ダウンを奪い試合終了。2回2分18秒TKO勝ちを収め王座獲得に成功した。
2016年11月5日、トーマス&マック・センターで行われたマニー・パッキャオVSジェシー・バルガスの前座でWBO世界フェザー級2位でWBOアジア太平洋フェザー級王者の大沢宏晋（ロマンサジャパン）と対戦し、7回1分50秒TKO勝ちを収め初防衛に成功した。
2017年4月22日、 スタブハブ・センター・テニスコートでWBO世界フェザー級1位のミゲル・マリアガと対戦し、12回3-0（119-108、116-111、118-109）の判定勝ちを収め2度目の防衛に成功した。同日、WBOの2017年4月度の月間MVPに選出した。
2017年9月22日、ツーソンのツーソン・コンベンションセンターでWBO世界フェザー級4位のジェネシス・セルバニアと対戦し、12回3-0（116-110、119-111、117-109）の判定勝ちを収め3度目の防衛に成功した。10月11日、WBOは2017年10月度の月間MVPに選出した。
2018年3月10日、スタブハブ・センター・テニスコートで元WBA世界スーパーバンタム級王者でWBO世界フェザー級10位のスコット・クィッグと対戦し4度目の防衛を目指す予定だったが、前日計量でクィッグがフェザー級の規定体重である126ポンドを2.8ポンド（1.27kg）体重超過の128.8ポンドを計測し、通常であれば再計量が行われる事例であったが、カリフォルニア州コミッションのルールにおいて、規定体重を2ポンド以上超過した場合には、既に限界まで減量をしている選手がさらに減量をすれば健康が危険に晒されるとの判断から、再計量は認められないと定められているため再計量は行われず、クィッグは失格となった。そのため、バルデス陣営とクィッグ陣営の間で交渉を行い、クィッグがファイトマネー10万ドル（約1000万円）から20％の罰金（約200万円）をバルデスとコミッションに支払うことで一旦は合意するが、バルデス陣営が出した試合当日の朝に再度計量を行い体重増を136ポンドまでに抑えるという条件をクィッグが拒否したことで紛糾、最終的にクィッグがさらに追加の罰金を払うことで試合当日の体重増を制限する条件は加えられないことで決着した。試合はバルデスが勝つか引き分けで王座防衛となりクィッグが勝てば王座が空位となる条件で行われ、試合時の体重がクィッグの142.2ポンドに対してバルデスが135.6ポンドと体重差が6.6ポンド（2.99kg）ある中で、バルデスが12回3-0（117-111×2、118-110）の判定勝ちを収め4度目の防衛に成功した。この試合でバルデスは顎を骨折して歯も折り、クィッグは鼻を骨折し、体重超過した理由を試合前から右足を疲労骨折していたからだとした。なおバルデスは42万ドル（約4200万円）、クィッグは罰金を差し引いて8万ドル（約800万）のファイトマネーを受け取った。
2019年2月2日、フリスコのフォード・センター・アット・ザ・スターでWBO世界フェザー級14位のカルミーネ・トンマソーネと対戦し、7回9秒TKO勝ちを収め5度目の防衛に成功した。
2019年6月8日、リノのリノ－スパークス・コンベンション・センターでWBO世界フェザー級11位のジェイソン・サンチェスと対戦し、12回3-0（117-110、2者が118-109）の判定勝ちを収め6度目の防衛に成功した。
2019年8月2日、スーパーフェザー級に転向する為にWBO世界フェザー級王座を返上した。

#### スーパーフェザー級
2019年11月30日、ラスベガスのザ・コスモポリタンでWBC世界スーパーフェザー級7位のアンドレス・グティエレスと対戦する予定だったが、前日計量でグティエレスがスーパーフェザー級の規定体重の130ポンドを11ポンド超過の141ポンドを計測し失格となった為、グティエレスの代替選手に急遽決まったアダム・ロペスとの対戦となったスーパーフェザー級転向後の初戦を7回2分53秒TKO勝ちで制した。
2020年11月3日、ミゲール・ベルチェットとの対戦が12月12日に組まれていたが、ベルチェットが新型コロナウイルスの陽性反応が検出されたため、試合が延期になった。
2021年2月20日、ラスベガスのMGMグランド内ザ・バブルでWBC世界スーパーフェザー級王者ミゲール・ベルチェットに挑戦し、10回2分59秒KO勝ちを収め2階級制覇を達成した。
2021年8月31日、バルデスとロブソン・コンセイソンが契約して7月21日から開始されたボランティア・アンチドーピング機関（VADA）による抜き打ちドーピング検査で、バルデスから8月13日に収集されていたサンプルから禁止薬物フェンテルミン（食欲を抑制する向精神薬）の陽性反応が検出されたことが報じられた。検査を実施したVADAのルールでは競技会外時と競技会時の区別が無く、フェンテルミンは「常時」禁止薬物に指定されているが、バルデス陣営はフェンテルミンは世界アンチ・ドーピング機関（WADA）のルールでは「競技会時」（午後11時59分から試合終了後まで）のみ禁止されている薬物だと主張、また「検出は少量で、無害なハーブティーからでは」と主張した。WBCのマウリシオ・スライマン会長も「それは簡単なことだ、これはパフォーマンス向上薬ではない。レッドブルを3本飲んだようなものだ。セブンイレブンに行ってキャンディーバーを盗んだら、それは窃盗になる、違法行為だ。しかし、懲役7年を下されるようなピストル銀行強盗のようなものとは異なる」「バルデスにはまったく利点がなく、挑戦者にはリスクがない」として、WBCが推進するクリーン・ボクシング・プログラムにおいて規定にVADAルールを採用しているのにもかかわらず、バルデスに王座剥奪や出場停止などの処分は下さず、制裁金、半年間のランダムなドーピング検査、1年間の保護観察と軽い処分に留めた。また試合を管轄するアリゾナ州のパスクアヤキ族アスレチック・コミッションはWADAのルールを採用しているため、試合が行われることを承認した。
2021年9月10日、アリゾナ州ツーソンでWBC世界スーパーフェザー級14位のロブソン・コンセイソンと対戦し、判定勝ちを収め初防衛に成功した。試合後にコンセイソン陣営はWBCに、判定は不当なものでコンセイソンが勝っていた、ドーピング検査に失格したのだからバルデスは処分されるべき、コンセイソンが後頭部を殴打した際には注意も無くいきなり減点されたのにバルデスが後頭部を殴打した際には注意のみで済まされたのは不公平などの不服を提訴し、即時の再戦を指令するよう要求した。またリング誌とESPNは独自に選定しているランキングにおいてスーパーフェザー級のランキングで共にバルデスを1位にしていたが、ドーピング検査で陽性反応を示したことを理由としてバルデスをランキングから除外した。
2022年4月30日、ネバダ州ラスベガスのMGMグランド・ガーデン・アリーナでWBO世界スーパーフェザー級王者シャクール・スティーブンソンに挑戦し、12回0-3（2者が109-118、110-117）の判定負けを喫し王座統一及び2度目の防衛に失敗、王座から陥落した。
2023年8月12日、アリゾナ州グレンデールのデザートダイヤモンド・アリーナでWBOスーパーフェザー級王者エマヌエル・ナバレッテに挑戦し、12回0-3（109-119、110-118、112-116）の判定負けを喫し王座獲得に失敗した。
2024年3月29日、アリゾナ州グレンデールのデザートダイヤモンド・アリーナでWBOスーパーフェザー級2位のリアム・ウィルソンとWBO世界スーパーフェザー級暫定王座決定戦を行い、7回2分48秒TKO勝ちを収め王座獲得に成功した。
2024年12月7日、アリゾナ州フェニックスのフットプリント・センターでWBO世界スーパーフェザー級団体内王座統一戦としてWBO世界同級王者のエマヌエル・ナバレッテと対戦するも、初回に右フック、4回に右フックからのアッパー、6回に左ボディブローで計3度ナバレッテからダウンを奪われ、6回2分42秒KO負けを喫し王座統一に失敗、バルデスが8ヶ月間保持してきた暫定王座はナバレッテの正規王座に吸収される形で消滅した。

## 戦績
- アマチュアボクシング：204戦 177勝 27敗
- プロボクシング：35戦 32勝 (24KO) 3敗

| 戦           | 日付           | 勝敗 | 時間     | 内容    | 対戦相手                     | 国籍           | 備考                                            |
| ------------ | -------------- | ---- | -------- | ------- | ---------------------------- | -------------- | ----------------------------------------------- |
| 1            | 2012年11月3日  | ☆    | 2R       | TKO     | アンヘル・プラド             | メキシコ       | プロデビュー戦                                  |
| 2            | 2012年12月7日  | ☆    | 2R 2:24  | TKO     | コルベン・ページ             | アメリカ合衆国 |                                                 |
| 3            | 2013年3月16日  | ☆    | 4R 0:58  | TKO     | カルロス・ゴンザレス         | アメリカ合衆国 |                                                 |
| 4            | 2013年5月11日  | ☆    | 1R 2:58  | TKO     | ロッコ・エスピノサ           | アメリカ合衆国 |                                                 |
| 5            | 2013年6月15日  | ☆    | 2R 2:32  | TKO     | ギル・ガルシア               | アメリカ合衆国 |                                                 |
| 6            | 2013年9月28日  | ☆    | 3R 1:57  | TKO     | ホセ・モラレス               | アメリカ合衆国 |                                                 |
| 7            | 2013年11月9日  | ☆    | 5R 2:48  | TKO     | ヘスス・ルル                 | アメリカ合衆国 |                                                 |
| 8            | 2013年12月21日 | ☆    | 1R 1:27  | TKO     | クリスチャン・バラハス       | メキシコ       |                                                 |
| 9            | 2014年3月1日   | ☆    | 3R 2:03  | TKO     | サムエル・サンチェス         | アメリカ合衆国 |                                                 |
| 10           | 2014年4月12日  | ☆    | 4R 1:23  | KO      | エイドリアン・ペレス         | メキシコ       | NABF北米スーパーフェザー級ジュニア王座決定戦    |
| 11           | 2014年5月17日  | ☆    | 6R 終了  | TKO     | ノエル・エチェバリア         | プエルトリコ   | NABFジュニア防衛1                               |
| 12           | 2014年7月26日  | ☆    | 8R       | 判定3-0 | フアン・ルイス               | アメリカ合衆国 | NABFジュニア・北米フェザー級タイトルマッチ      |
| 13           | 2014年11月15日 | ☆    | 7R 1:29  | TKO     | アルベルト・ガルサ           | メキシコ       | NABFジュニア防衛2                               |
| 14           | 2014年12月20日 | ☆    | 4R 終了  | TKO     | ジーン・ハビエル・ソテロ     | コロンビア     |                                                 |
| 15           | 2015年4月11日  | ☆    | 3R 2:05  | KO      | ホセ・ルイス・ラミレス       | メキシコ       |                                                 |
| 16           | 2015年6月27日  | ☆    | 10R      | 判定3-0 | ルーベン・タマヨ             | メキシコ       |                                                 |
| 17           | 2015年9月11日  | ☆    | 5R 1:17  | TKO     | クリス・アバロス             | アメリカ合衆国 |                                                 |
| 18           | 2015年12月12日 | ☆    | 3R 2:59  | TKO     | アーニー・サンチェス         | フィリピン     |                                                 |
| 19           | 2016年4月9日   | ☆    | 4R 2:14  | TKO     | エフゲニー・グラドビッチ     | ロシア         | NABO北米フェザー級王座決定戦                    |
| 20           | 2016年7月23日  | ☆    | 2R 2:18  | TKO     | マティアス・ルエダ           | アルゼンチン   | WBO世界フェザー級王座決定戦                     |
| 21           | 2016年11月5日  | ☆    | 7R 1:50  | TKO     | 大沢宏晋（ロマンサ雅）       | 日本           | WBO防衛1                                        |
| 22           | 2017年4月22日  | ☆    | 12R      | 判定3-0 | ミゲル・マリアガ             | コロンビア     | WBO防衛2                                        |
| 23           | 2017年9月22日  | ☆    | 12R      | 判定3-0 | ジェネシス・セルバニア       | フィリピン     | WBO防衛3                                        |
| 24           | 2018年3月10日  | ☆    | 12R      | 判定3-0 | スコット・クィッグ           | イギリス       | WBO防衛4                                        |
| 25           | 2019年2月2日   | ☆    | 7R 0:09  | KO      | カルミネ・トマゾーネ         | イタリア       | WBO防衛5                                        |
| 26           | 2019年6月8日   | ☆    | 12R      | 判定3-0 | ジェイソン・サンチェス       | アメリカ合衆国 | WBO防衛6                                        |
| 27           | 2019年11月3日  | ☆    | 7R 2:53  | KO      | アダム・ロペス               | アメリカ合衆国 |                                                 |
| 28           | 2020年7月21日  | ☆    | 10R 2:23 | KO      | ジェイソン・ベレス           | プエルトリコ   |                                                 |
| 29           | 2021年2月20日  | ☆    | 10R 2:59 | KO      | ミゲール・ベルチェット       | メキシコ       | WBC世界スーパーフェザー級タイトルマッチ         |
| 30           | 2021年9月10日  | ☆    | 12R      | 判定3-0 | ロブソン・コンセイソン       | ブラジル       | WBC防衛1                                        |
| 31           | 2022年4月30日  | ★    | 12R      | 判定0-3 | シャクール・スティーブンソン | アメリカ合衆国 | WBC・WBO世界スーパーフェザー級タイトルマッチ    |
| 32           | 2023年5月20日  | ☆    | 12R      | 判定3-0 | アダム・ロペス               | アメリカ合衆国 |                                                 |
| 33           | 2023年8月12日  | ★    | 12R      | 判定0-3 | エマヌエル・ナバレッテ       | メキシコ       | WBO世界スーパーフェザー級タイトルマッチ         |
| 34           | 2024年3月29日  | ☆    | 7R       | TKO     | リアム・ウィルソン           | オーストラリア | WBO世界スーパーフェザー級暫定王座決定戦         |
| 35           | 2024年12月7日  | ★    | 6R 2:42  | KO      | エマヌエル・ナバレッテ       | メキシコ       | WBO世界スーパーフェザー級王座統一戦 WBO暫定陥落 |
| テンプレート |                |      |          |         |                              |                |                                                 |

## 獲得タイトル
- NABF北米スーパーフェザー級ジュニア王座
- NABF北米フェザー級ジュニア王座
- NABO北米フェザー級王座
- WBO世界フェザー級王座（防衛6）
- WBC世界スーパーフェザー級王座（防衛1）
- WBO世界スーパーフェザー級暫定王座（防衛0）